# Copa del Emperador 2012
La 92.ª Copa del Emperador (第92回天皇杯全日本サッカー選手権大会 Dai 92-kai Tennōhai Zennihon Sakkā Senshuken Taikai?) fue la edición 2012 de dicha competición de fútbol, la más antigua de Japón. El torneo comenzó el 1 de septiembre de 2012 y terminó el 1 de enero de 2013.
El campeón fue Kashiwa Reysol, tras vencer en la final a Gamba Osaka. De esta manera, el conjunto de la prefectura de Chiba volvió a dar la vuelta olímpica luego de treinta y siete años. Por lo mismo, disputó la Supercopa de Japón 2013 ante Sanfrecce Hiroshima, ganador de la J. League Division 1 2012, y clasificó a la Liga de Campeones de la AFC 2013.

## Calendario
| Etapa            | Fechas                      | Número de equipos participantes | Observaciones                                                              |
| ---------------- | --------------------------- | ------------------------------- | -------------------------------------------------------------------------- |
| Primera ronda    | 1 y 2 de septiembre de 2012 | 48 (1+47) → 24                  | - 1: club cabeza de serie de la JFL - 47: ganadores de copas prefecturales |
| Segunda ronda    | 8 y 9 de septiembre de 2012 | 64 (24+18+22) → 32              | - 18: clubes de la J1 - 22: clubes de la J2                                |
| Tercera ronda    | 10 de octubre de 2012       | 32 → 16                         | - Participación de los ganadores de la Segunda ronda                       |
| Octavos de final | 15 de diciembre de 2012     | 16 → 8                          | - Participación de los ganadores de la Tercera ronda                       |
| Cuartos de final | 23 de diciembre de 2012     | 8 → 4                           | - Participación de los ganadores de los octavos de final                   |
| Semifinales      | 29 de diciembre de 2012     | 4 → 2                           | - Participación de los ganadores de los cuartos de final                   |
| Final            | 1 de enero de 2013          | 2 → 1                           | - Participación de los ganadores de las semifinales                        |

## Equipos participantes
88 formaron parte del torneo. Todos los clubes de la J. League Division 1 2012 y todos los de la J. League Division 2 2012 comenzaron su participación en la segunda ronda del certamen. Los otros 47 equipos obtuvieron sus cupos al ganar sus respectivas Copas de Prefectura e ingresaron desde la primera rueda junto con el equipo seleccionado de la JFL, el de mejor puntaje después de la 17.ª jornada.

### J. League Division 1
Todos los 18 equipos pertenecientes a la J. League Division 1 2012.
- Albirex Niigata
- Cerezo Osaka
- Consadole Sapporo
- Gamba Osaka
- Júbilo Iwata
- Kashima Antlers
- Kashiwa Reysol
- Kawasaki Frontale
- Nagoya Grampus
- Omiya Ardija
- Sagan Tosu
- Sanfrecce Hiroshima
- Shimizu S-Pulse
- F.C. Tokyo
- Urawa Red Diamonds
- Vegalta Sendai
- Vissel Kobe
- Yokohama F. Marinos

### J. League Division 2
Todos los 22 equipos pertenecientes a la J. League Division 2 2012.
- Avispa Fukuoka
- Ehime F.C.
- Fagiano Okayama
- Gainare Tottori
- F.C. Gifu
- Giravanz Kitakyushu
- JEF United Chiba
- Kataller Toyama
- Kyoto Sanga
- Machida Zelvia
- Matsumoto Yamaga
- Mito HollyHock
- Montedio Yamagata
- Oita Trinita
- Roasso Kumamoto
- Shonan Bellmare
- Thespa Kusatsu
- Tochigi S.C.
- Tokushima Vortis
- Tokyo Verdy
- Ventforet Kofu
- Yokohama F.C.

### Japan Football League
Equipo con mejor puntaje tras la fecha 17 de la Japan Football League 2012.
- V-Varen Nagasaki

### Representantes de las prefecturas
- F.C. Kariya
- Blaublitz Akita
- Vanraure Hachinohe
- Kashiwa Reysol sub-18
- F.C. Imabari
- Saurcos Fukui
- Universidad de Fukuoka
- Fukushima United
- F.C. Gifu Second
- Tonan Maebashi
- Universidad de Fukuyama
- Universidad de Sapporo
- Universidad Kwansei Gakuin
- Universidad de Tsukuba
- Zweigen Kanazawa
- Grulla Morioka
- Kamatamare Sanuki
- Volca Kagoshima
- YSCC Yokohama
- Amitie S.C.
- Universidad de Kōchi
- Escuela Secundaria de Ōtsu
- Suzuka Rampole
- Sony Sendai
- Universidad Miyazaki Sangyō-keiei
- Nagano Parceiro
- Escuela Secundaria de la Universidad de Ciencia y Tecnología de Nagasaki
- Nara Club
- Universidad de Administración de Niigata
- Hoyo Oita
- Fagiano Okayama Next
- F.C. Ryukyu
- Universidad de Kansai
- Universidad de Saga
- Universidad Internacional Heisei
- Sagawa Shiga
- Matsue City
- Universidad de Hamamatsu
- Vertfee Takahara Nasu
- Yokogawa Musashino
- Panasonic Energy Tokushima
- Escuela Secundaria Yonago Kita
- Toyama Shinjo Club
- Arterivo Wakayama
- Escuela Secundaria de Yamagata de la Universidad Nihon
- Universidad de Tokuyama
- Yamanashi Gakuin University Orions

## Resultados

### Fase preliminar
Los cruces de esta fase se anunciaron el 19 de mayo de 2014.

#### Primera ronda
| Fecha           | Ciudad | Local        | Resultado | Visitante    |
| --------------- | ------ | ------------ | --------- | ------------ |
| 1 de septiembre |        | Bandera de ? |           | Bandera de ? |
| 1 de septiembre |        | Bandera de ? |           | Bandera de ? |
| 1 de septiembre |        | Bandera de ? |           | Bandera de ? |
| 1 de septiembre |        | Bandera de ? |           | Bandera de ? |
| 1 de septiembre |        | Bandera de ? |           | Bandera de ? |
| 1 de septiembre |        | Bandera de ? |           | Bandera de ? |
| 1 de septiembre |        | Bandera de ? |           | Bandera de ? |
| 1 de septiembre |        | Bandera de ? |           | Bandera de ? |
| 1 de septiembre |        | Bandera de ? |           | Bandera de ? |
| 1 de septiembre |        | Bandera de ? |           | Bandera de ? |
| 1 de septiembre |        | Bandera de ? |           | Bandera de ? |
| 1 de septiembre |        | Bandera de ? |           | Bandera de ? |
| 1 de septiembre |        | Bandera de ? |           | Bandera de ? |
| 1 de septiembre |        | Bandera de ? |           | Bandera de ? |
| 1 de septiembre |        | Bandera de ? |           | Bandera de ? |
| 1 de septiembre |        | Bandera de ? |           | Bandera de ? |
| 1 de septiembre |        | Bandera de ? |           | Bandera de ? |
| 1 de septiembre |        | Bandera de ? |           | Bandera de ? |
| 1 de septiembre |        | Bandera de ? |           | Bandera de ? |
| 1 de septiembre |        | Bandera de ? |           | Bandera de ? |
| 1 de septiembre |        | Bandera de ? |           | Bandera de ? |
| 1 de septiembre |        | Bandera de ? |           | Bandera de ? |
| 1 de septiembre |        | Bandera de ? |           | Bandera de ? |
| 1 de septiembre |        | Bandera de ? |           | Bandera de ? |

#### Segunda ronda
| Fecha           | Ciudad     | Local               | Resultado   | Visitante               |
| --------------- | ---------- | ------------------- | ----------- | ----------------------- |
| 8 de septiembre | Kashiwa    | Kashiwa Reysol      | 3:0         | Kashiwa Reysol sub-18   |
| 8 de septiembre | Hiratsuka  | Shonan Bellmare     | 1:0         | Ehime F.C.              |
| 8 de septiembre | Sapporo    | Consadole Sapporo   | (3) 1:1 (5) | Nagano Parceiro         |
| 9 de septiembre | Chōfu      | F.C. Tokyo          | 0:1         | Yokogawa Musashino      |
| 9 de septiembre | Iwata      | Júbilo Iwata        | 7:0         | Suzuka Rampole          |
| 8 de septiembre | Matsumoto  | Matsumoto Yamaga    | 1:3         | Kyoto Sanga             |
| 8 de septiembre | Himeji     | Vissel Kobe         | 1:2         | Sagawa Shiga            |
| 9 de septiembre | Chiba      | JEF United Chiba    | 1:0         | V-Varen Nagasaki        |
| 8 de septiembre | Sendai     | Vegalta Sendai      | 1:0         | Sony Sendai             |
| 8 de septiembre | Kumamoto   | Roasso Kumamoto     | 4:3 (t.s.)  | F.C. Gifu               |
| 9 de septiembre | Kumagaya   | Omiya Ardija        | 2:0         | Blaublitz Akita         |
| 9 de septiembre | Fukuoka    | Avispa Fukuoka      | 4:2         | Universidad de Fukuoka  |
| 8 de septiembre | Yokohama   | Yokohama F. Marinos | 4:2         | YSCC Yokohama           |
| 8 de septiembre | Utsunomiya | Tochigi S.C.        | 0:1 (t.s.)  | Yokohama F.C.           |
| 8 de septiembre | Osaka      | Cerezo Osaka        | 4:0         | Nara Club               |
| 8 de septiembre | Tendō      | Montedio Yamagata   | 3:0         | Tonan Maebashi          |
| 9 de septiembre | Okayama    | Fagiano Okayama     | 2:0         | Kataller Toyama         |
| 8 de septiembre | Sakai      | Nagoya Grampus      | 2:0         | F.C. Kariya             |
| 9 de septiembre | Tosu       | Sagan Tosu          | 0:1         | Kamatamare Sanuki       |
| 8 de septiembre | Saitama    | Urawa Red Diamonds  | 2:1         | Volca Kagoshima         |
| 8 de septiembre | Fukuyama   | Sanfrecce Hiroshima | 1:2         | F.C. Imabari            |
| 9 de septiembre | Tokio      | Machida Zelvia      | (5) 1:1 (4) | Giravanz Kitakyushu     |
| 8 de septiembre | Shizuoka   | Shimizu S-Pulse     | 5:0         | Arterivo Wakayama       |
| 8 de septiembre | Tokio      | Tokyo Verdy         | 3:0         | Hoyo Oita               |
| 8 de septiembre | Suita      | Gamba Osaka         | 3:0         | Universidad de Kansai   |
| 9 de septiembre | Ōita       | Oita Trinita        | (3) 2:2 (5) | Mito HollyHock          |
| 9 de septiembre | Niigata    | Albirex Niigata     | 2:1 (t.s.)  | Saurcos Fukui           |
| 8 de septiembre | Kōfu       | Ventforet Kofu      | (3) 0:0 (4) | Fukushima United        |
| 8 de septiembre | Kashima    | Kashima Antlers     | 7:1         | Universidad de Tsukuba  |
| 9 de septiembre | Tottori    | Gainare Tottori     | 2:1         | Thespa Kusatsu          |
| 8 de septiembre | Kawasaki   | Kawasaki Frontale   | 2:0         | Universidad de Tokuyama |
| 8 de septiembre | Naruto     | Tokushima Vortis    | 5:1         | Fagiano Okayama Next    |

#### Tercera ronda
| Fecha         | Ciudad    | Local               | Resultado    | Visitante          |
| ------------- | --------- | ------------------- | ------------ | ------------------ |
| 10 de octubre | Kashiwa   | Kashiwa Reysol      | 2:1          | Shonan Bellmare    |
| 10 de octubre | Sapporo   | Nagano Parceiro     | (9) 0:0 (10) | Yokogawa Musashino |
| 10 de octubre | Iwata     | Júbilo Iwata        | (5) 1:1 (3)  | Kyoto Sanga        |
| 10 de octubre | Kōbe      | Sagawa Shiga        | (6) 1:1 (7)  | JEF United Chiba   |
| 10 de octubre | Sendai    | Vegalta Sendai      | 1:2 (t.s.)   | Roasso Kumamoto    |
| 10 de octubre | Kumagaya  | Omiya Ardija        | 3:1          | Avispa Fukuoka     |
| 10 de octubre | Yokohama  | Yokohama F. Marinos | 2:1          | Yokohama F.C.      |
| 10 de octubre | Osaka     | Cerezo Osaka        | 2:1          | Montedio Yamagata  |
| 10 de octubre | Toyama    | Fagiano Okayama     | 2:3          | Nagoya Grampus     |
| 10 de octubre | Saga      | Kamatamare Sanuki   | 1:2          | Urawa Red Diamonds |
| 10 de octubre | Hiroshima | F.C. Imabari        | 2:5          | Machida Zelvia     |
| 10 de octubre | Shizuoka  | Shimizu S-Pulse     | 1:0          | Tokyo Verdy        |
| 10 de octubre | Suita     | Gamba Osaka         | 1:0          | Mito HollyHock     |
| 10 de octubre | Niigata   | Albirex Niigata     | 0:1          | Fukushima United   |
| 10 de octubre | Kashima   | Kashima Antlers     | 2:1 (t.s.)   | Gainare Tottori    |
| 10 de octubre | Kawasaki  | Kawasaki Frontale   | 3:2 (t.s.)   | Tokushima Vortis   |

## Fase final
Los cruces de esta fase se sortearon el 8 de noviembre de 2012.

### Cuadro de desarrollo
|  | Octavos de final    | Octavos de final |                         |       | Cuartos de final | Cuartos de final |  |  | Semifinales     | Semifinales     |  |  | Final              | Final              |
|  | 15 de diciembre     | 15 de diciembre  |                         |       | 23 de diciembre  | 23 de diciembre  |  |  | 29 de diciembre | 29 de diciembre |  |  | 1 de enero de 2013 | 1 de enero de 2013 |
|  |                     |                  |                         |       |                  |                  |  |  |                 |                 |  |  |                    |                    |
|  |                     |                  |                         |       |                  |                  |  |  |                 |                 |  |  |                    |                    |
|  |                     |                  |                         |       |                  |                  |  |  |                 |                 |  |  |                    |                    |
|  | Gamba Osaka         | 3                |                         |       |                  |                  |  |  |                 |                 |  |  |                    |                    |
|  | Gamba Osaka         | 3                |                         |       |                  |                  |  |  |                 |                 |  |  |                    |                    |
|  | Machida Zelvia      | 2                |                         |       |                  |                  |  |  |                 |                 |  |  |                    |                    |
|  | Machida Zelvia      | 2                | Gamba Osaka (t.s.)      | 2     |                  |                  |  |  |                 |                 |  |  |                    |                    |
|  |                     |                  |                         | 2     |                  |                  |  |  |                 |                 |  |  |                    |                    |
|  |                     | Cerezo Osaka     | 1                       |       |                  |                  |  |  |                 |                 |  |  |                    |                    |
|  | Cerezo Osaka        | Cerezo Osaka     | 1                       | 4     |                  |                  |  |  |                 |                 |  |  |                    |                    |
|  | Cerezo Osaka        |                  |                         | 4     |                  |                  |  |  |                 |                 |  |  |                    |                    |
|  | Shimizu S-Pulse     | 0                |                         |       |                  |                  |  |  |                 |                 |  |  |                    |                    |
|  | Shimizu S-Pulse     | 0                | Gamba Osaka             | 1     |                  |                  |  |  |                 |                 |  |  |                    |                    |
|  |                     |                  |                         | 1     |                  |                  |  |  |                 |                 |  |  |                    |                    |
|  |                     | Kashima Antlers  | 0                       |       |                  |                  |  |  |                 |                 |  |  |                    |                    |
|  | JEF United Chiba    | Kashima Antlers  | 0                       | 5     |                  |                  |  |  |                 |                 |  |  |                    |                    |
|  | JEF United Chiba    |                  |                         | 5     |                  |                  |  |  |                 |                 |  |  |                    |                    |
|  | Fukushima United    | 0                |                         |       |                  |                  |  |  |                 |                 |  |  |                    |                    |
|  | Fukushima United    | 0                | JEF United Chiba        | 0     |                  |                  |  |  |                 |                 |  |  |                    |                    |
|  |                     |                  |                         | 0     |                  |                  |  |  |                 |                 |  |  |                    |                    |
|  |                     | Kashima Antlers  | 1                       |       |                  |                  |  |  |                 |                 |  |  |                    |                    |
|  | Kashima Antlers     | Kashima Antlers  | 1                       | 3     |                  |                  |  |  |                 |                 |  |  |                    |                    |
|  | Kashima Antlers     |                  |                         | 3     |                  |                  |  |  |                 |                 |  |  |                    |                    |
|  | Júbilo Iwata        | 1                |                         |       |                  |                  |  |  |                 |                 |  |  |                    |                    |
|  | Júbilo Iwata        | 1                | Gamba Osaka             | 0     |                  |                  |  |  |                 |                 |  |  |                    |                    |
|  |                     |                  |                         | 0     |                  |                  |  |  |                 |                 |  |  |                    |                    |
|  |                     | Kashiwa Reysol   | 1                       |       |                  |                  |  |  |                 |                 |  |  |                    |                    |
|  | Urawa Red Diamonds  | Kashiwa Reysol   | 1                       | 0     |                  |                  |  |  |                 |                 |  |  |                    |                    |
|  | Urawa Red Diamonds  |                  |                         | 0     |                  |                  |  |  |                 |                 |  |  |                    |                    |
|  | Yokohama F. Marinos | 2                |                         |       |                  |                  |  |  |                 |                 |  |  |                    |                    |
|  | Yokohama F. Marinos | 2                | Yokohama F. Marinos (p) | 0 (7) |                  |                  |  |  |                 |                 |  |  |                    |                    |
|  |                     |                  |                         | 0 (7) |                  |                  |  |  |                 |                 |  |  |                    |                    |
|  |                     | Nagoya Grampus   | 0 (6)                   |       |                  |                  |  |  |                 |                 |  |  |                    |                    |
|  | Nagoya Grampus      | Nagoya Grampus   | 0 (6)                   | 5     |                  |                  |  |  |                 |                 |  |  |                    |                    |
|  | Nagoya Grampus      |                  |                         | 5     |                  |                  |  |  |                 |                 |  |  |                    |                    |
|  | Roasso Kumamoto     | 2                |                         |       |                  |                  |  |  |                 |                 |  |  |                    |                    |
|  | Roasso Kumamoto     | 2                | Yokohama F. Marinos     | 0     |                  |                  |  |  |                 |                 |  |  |                    |                    |
|  |                     |                  |                         | 0     |                  |                  |  |  |                 |                 |  |  |                    |                    |
|  |                     | Kashiwa Reysol   | 1                       |       |                  |                  |  |  |                 |                 |  |  |                    |                    |
|  | Omiya Ardija        | Kashiwa Reysol   | 1                       | 4     |                  |                  |  |  |                 |                 |  |  |                    |                    |
|  | Omiya Ardija        |                  |                         | 4     |                  |                  |  |  |                 |                 |  |  |                    |                    |
|  | Kawasaki Frontale   | 3                |                         |       |                  |                  |  |  |                 |                 |  |  |                    |                    |
|  | Kawasaki Frontale   | 3                | Omiya Ardija            | 2     |                  |                  |  |  |                 |                 |  |  |                    |                    |
|  |                     |                  |                         | 2     |                  |                  |  |  |                 |                 |  |  |                    |                    |
|  |                     | Kashiwa Reysol   | 3                       |       |                  |                  |  |  |                 |                 |  |  |                    |                    |
|  | Kashiwa Reysol      | Kashiwa Reysol   | 3                       | 1     |                  |                  |  |  |                 |                 |  |  |                    |                    |
|  | Kashiwa Reysol      |                  |                         | 1     |                  |                  |  |  |                 |                 |  |  |                    |                    |
|  | Yokogawa Musashino  | 0                |                         |       |                  |                  |  |  |                 |                 |  |  |                    |                    |
|  | Yokogawa Musashino  | 0                |                         |       |                  |                  |  |  |                 |                 |  |  |                    |                    |

- Los horarios de los partidos corresponden al huso horario de Japón: (UTC+9)

#### Octavos de final
| Fecha           | Ciudad   | Estadio                         | Local              | Resultado | Visitante           |
| --------------- | -------- | ------------------------------- | ------------------ | --------- | ------------------- |
| 15 de diciembre | Suita    | Estadio de la Expo '70 de Osaka | Gamba Osaka        | 3:2       | Machida Zelvia      |
| 15 de diciembre | Osaka    | Estadio Nagai                   | Cerezo Osaka       | 4:0       | Shimizu S-Pulse     |
| 15 de diciembre | Chiba    | Fukuda Denshi Arena             | JEF United Chiba   | 5:0       | Fukushima United    |
| 15 de diciembre | Kashima  | Estadio de Kashima              | Kashima Antlers    | 3:1       | Júbilo Iwata        |
| 15 de diciembre | Kumagaya | Estadio Atlético                | Urawa Red Diamonds | 0:2       | Yokohama F. Marinos |
| 15 de diciembre | Nagoya   | Estadio Atlético Mizuho         | Nagoya Grampus     | 5:2       | Roasso Kumamoto     |
| 15 de diciembre | Saitama  | Estadio Ōmiya                   | Omiya Ardija       | 4:3       | Kawasaki Frontale   |
| 15 de diciembre | Kashiwa  | Estadio Hitachi                 | Kashiwa Reysol     | 1:0       | Yokogawa Musashino  |

| 15 de diciembre de 2012, 13:03 | Gamba Osaka                          | 3:2 (1:1) | Machida Zelvia                | Estadio de la Expo '70 de Osaka, Suita                    |                                                           |
|                                | Kurata 38' · Iwashita 65' · Endō 80' | Reporte   | Kitai 27' (pen.) · Suzuki 56' | Asistencia: 4.576 espectadores Árbitro(s): Yūdai Yamamoto | Asistencia: 4.576 espectadores Árbitro(s): Yūdai Yamamoto |

| 15 de diciembre de 2012, 17:00 | Cerezo Osaka                                               | 4:0 (1:0) | Shimizu S-Pulse | Estadio Nagai, Osaka                                   |                                                        |
|                                | Minamino 24' · Yamaguchi 53' · Sugimoto 83' · Murata 90+3' | Reporte   |                 | Asistencia: 6.547 espectadores Árbitro(s): Kaku Hirose | Asistencia: 6.547 espectadores Árbitro(s): Kaku Hirose |

| 15 de diciembre de 2012, 13:05 | JEF United Chiba                                               | 5:0 (2:0) | Fukushima United | Fukuda Denshi Arena, Chiba                                 |                                                            |
|                                | 14' (a.g.) · Yazawa 25' · Fujita 77' · Toshima 82' · Hyōdō 88' | Reporte   |                  | Asistencia: 5.238 espectadores Árbitro(s): Yoshirō Imamura | Asistencia: 5.238 espectadores Árbitro(s): Yoshirō Imamura |

| 15 de diciembre de 2012, 13:00 | Kashima Antlers                      | 3:1 (2:1) | Júbilo Iwata | Estadio de Kashima, Kashima                            |                                                        |
|                                | Iwamasa 5' · Dutra 14' · Juninho 66' | Reporte   | Maeda 1'     | Asistencia: 7.522 espectadores Árbitro(s): Jumpei Iida | Asistencia: 7.522 espectadores Árbitro(s): Jumpei Iida |

| 15 de diciembre de 2012, 16:02 | Urawa Red Diamonds | 0:2 (0:1) | Yokohama F. Marinos  | Estadio Atlético, Kumagaya                             |                                                        |
|                                |                    | Reporte   | Hyōdō 28' · Kanō 48' | Asistencia: 12.634 espectadores Árbitro(s): Ryūji Satō | Asistencia: 12.634 espectadores Árbitro(s): Ryūji Satō |

| 15 de diciembre de 2012, 15:04 | Nagoya Grampus                                                 | 5:2 (2:2) | Roasso Kumamoto | Estadio Atlético Mizuho, Nagoya                          |                                                          |
|                                | Tanaka 15' · Kanazaki 43' · Ogawa 65' · Nagai 79' · Tamada 85' | Reporte   | Saitō 23', 45'  | Asistencia: 4.125 espectadores Árbitro(s): Hajime Matsuo | Asistencia: 4.125 espectadores Árbitro(s): Hajime Matsuo |

| 15 de diciembre de 2012, 13:00 | Omiya Ardija                            | 4:3 (0:3) | Kawasaki Frontale              | Estadio Ōmiya, Saitama                                     |                                                            |
|                                | Novakovič 63', 90+1' · Higashi 67', 86' | Reporte   | Kobayashi 6', 26' · Renato 38' | Asistencia: 7.503 espectadores Árbitro(s): Hiroyuki Kimura | Asistencia: 7.503 espectadores Árbitro(s): Hiroyuki Kimura |

| 15 de diciembre de 2012, 13:03 | Kashiwa Reysol | 1:0 (1:0) | Yokogawa Musashino | Estadio Hitachi, Kashiwa                                      |                                                               |
|                                | Tanaka 24'     | Reporte   |                    | Asistencia: 5.298 espectadores Árbitro(s): Hiroyoshi Takayama | Asistencia: 5.298 espectadores Árbitro(s): Hiroyoshi Takayama |

#### Cuartos de final
| Fecha           | Ciudad   | Estadio                 | Local               | Resultado   | Visitante       |
| --------------- | -------- | ----------------------- | ------------------- | ----------- | --------------- |
| 23 de diciembre | Osaka    | Estadio Nagai           | Gamba Osaka         | 2:1 (t.s.)  | Cerezo Osaka    |
| 23 de diciembre | Chōfu    | Estadio Ajinomoto       | JEF United Chiba    | 0:1         | Kashima Antlers |
| 23 de diciembre | Nagoya   | Estadio Atlético Mizuho | Yokohama F. Marinos | (7) 0:0 (6) | Nagoya Grampus  |
| 23 de diciembre | Kumagaya | Estadio Atlético        | Omiya Ardija        | 2:3         | Kashiwa Reysol  |

| 23 de diciembre de 2012, 13:04 | Gamba Osaka            | 2:1 (1:1, 1:0) (t. s.) | Cerezo Osaka | Estadio Nagai, Osaka                                      |                                                           |
|                                | Endō 19' · Ienaga 112' | Reporte                | Kakitani 49' | Asistencia: 21.407 espectadores Árbitro(s): Hajime Matsuo | Asistencia: 21.407 espectadores Árbitro(s): Hajime Matsuo |

| 23 de diciembre de 2012, 15:04 | JEF United Chiba | 0:1 (0:0) | Kashima Antlers | Estadio Ajinomoto, Chōfu                               |                                                        |
|                                |                  | Reporte   | Ōsako 64'       | Asistencia: 12.843 espectadores Árbitro(s): Ryūji Satō | Asistencia: 12.843 espectadores Árbitro(s): Ryūji Satō |

| 23 de diciembre de 2012, 13:04 | Yokohama F. Marinos                                                              | 0:0 (t. s.)(7:6 p.)        | Nagoya Grampus                                                                | Estadio Atlético Mizuho, Nagoya                            |                                                            |
|                                |                                                                                  | Reporte                    |                                                                               | Asistencia: 10.043 espectadores Árbitro(s): Masaaki Iemoto | Asistencia: 10.043 espectadores Árbitro(s): Masaaki Iemoto |
|                                |                                                                                  | Tiros desde el punto penal |                                                                               |                                                            |                                                            |
|                                | Nakamura · Hyōdō · Marquinhos · Nakamachi · Ono · Kurihara · Tomisawa · Nakazawa |                            | Fujimoto · Isomura · Taguchi · M.T. Tanaka · Tamada · Nagai · Abe · H. Tanaka |                                                            |                                                            |

| 23 de diciembre de 2012, 13:00 | Omiya Ardija            | 2:3 (2:0) | Kashiwa Reysol                        | Estadio Atlético, Kumagaya                                  |                                                             |
|                                | Ueda 12' · Y.C. Cho 23' | Reporte   | Sawa 59' · Masushima 83' · Kudō 90+3' | Asistencia: 7.090 espectadores Árbitro(s): Yūichi Nishimura | Asistencia: 7.090 espectadores Árbitro(s): Yūichi Nishimura |

#### Semifinales
| Fecha           | Ciudad   | Estadio          | Local               | Resultado | Visitante       |
| --------------- | -------- | ---------------- | ------------------- | --------- | --------------- |
| 29 de diciembre | Shizuoka | Estadio Ecopa    | Gamba Osaka         | 1:0       | Kashima Antlers |
| 29 de diciembre | Tokio    | Estadio Nacional | Yokohama F. Marinos | 0:1       | Kashiwa Reysol  |

| 29 de diciembre de 2012, 13:06 | Gamba Osaka | 1:0 (1:0) | Kashima Antlers | Estadio Ecopa, Shizuoka                                       |                                                               |
|                                | Endō 23'    | Reporte   |                 | Asistencia: 8.978 espectadores Árbitro(s): Nobutsugu Murakami | Asistencia: 8.978 espectadores Árbitro(s): Nobutsugu Murakami |

| 29 de diciembre de 2012, 15:04 | Yokohama F. Marinos | 0:1 (0:1) | Kashiwa Reysol | Estadio Nacional, Tokio                                 |                                                         |
|                                |                     | Reporte   | Kudō 23'       | Asistencia: 21.267 espectadores Árbitro(s): Kenji Ōgiya | Asistencia: 21.267 espectadores Árbitro(s): Kenji Ōgiya |

#### Final
| Fecha              | Ciudad | Estadio          | Local       | Resultado | Visitante      |
| ------------------ | ------ | ---------------- | ----------- | --------- | -------------- |
| 1 de enero de 2013 | Tokio  | Estadio Nacional | Gamba Osaka | 0:1       | Kashiwa Reysol |

| 1 de enero de 2013, 14:05 | Gamba Osaka | 0:1 (0:1) | Kashiwa Reysol | Estadio Nacional, Tokio                                        |                                                                |
|                           |             | Reporte   | Watanabe 35'   | Asistencia: 46.480 espectadores Árbitro(s): Toshimitsu Yoshida | Asistencia: 46.480 espectadores Árbitro(s): Toshimitsu Yoshida |

|                                    |
| Bandera de Prefectura de Chiba     |
| Campeón Kashiwa Reysol 3.er título |